# هندریکس (مینه‌سوتا)
هندریکس، مینه‌سوتا (به انگلیسی: Hendricks, Minnesota) یک شهر در ایالات متحده آمریکا است که در شهرستان لینکولن واقع شده‌است.

## خصوصیات
هندریکس ۲٫۵۴ کیلومترمربع مساحت و ۷۱۳ نفر جمعیت دارد و ۵۴۵ متر بالاتر از سطح دریا واقع شده‌است.